# Nanna (sumerisk mytologi)
 For alternative betydninger, se Nanna (flertydig). (Se også artikler, som begynder med Nanna)
Nanna var sumerernes månegud og Enlils og Ninlils førstefødte søn. Han var gud for vækst og frugtbarhed og bestemte over kalenderen og årstiderne. Nanna betyder på sumerisk "den, der lyser op".
Han hed Sin på babylonsk og assyrisk og blev også dyrket i Harran. Sin havde et skæg af lapis lazuli og red på en vinget tyr.
Andre navne på Nanna er Simbabba, Nama, Nannar, Zuen og Suen, alt efter sprog.
Måneguden er per definition gud for nomader. Månen er deres beskytter om natten, hvor det meste af deres vandring foregår.
Nanna tog Ningal til hustru, og de fik børnene Inanna, Utu/Shamash og Ishkur/Adad.
| Mytologi | Spire Denne artikel om mytologi er en spire som bør udbygges. Du er velkommen til at hjælpe Wikipedia ved at udvide den. |